# Hertha
Hertha oder Herta ist ein weiblicher Vorname.

## Herkunft und Bedeutung
Der im 18. Jahrhundert in Deutschland aufgekommene Vorname entstand wohl dadurch, dass im Zuge der Popularisierung der Germania des Tacitus und mithin des Germanischen der Name der germanischen Gottheit Nerthus falsch gelesen wurde.
Friedrich von Hagedorn dichtete in einer Strophe im Gedicht „Der Wein“
Dort liegt der Wurfspieß und die Keule.
Ihr tanzt um Wodans Blutaltar,
Wälzt euch, wo Hertha heilig war,
Und taumelt um die Irmensäule.

## Popularität
Der Name Herta/Hertha war in den ersten zwei Jahrzehnten des 20. Jahrhunderts oft unter den zehn meistvergebenen Mädchennamen des jeweiligen Jahrgangs in Deutschland. Ab Mitte der dreißiger Jahre ging seine Popularität stark zurück, seit Ende der Vierziger werden nur noch wenige Mädchen Herta genannt.

## Namensträgerinnen
- Hertha Marks Ayrton (1854–1923), englische Mathematikerin und Elektroingenieurin
- Hertha Bucher (1898–1960), deutsch-österreichische Keramikerin
- Herta Classen (1913–1986), deutsche Journalistin
- Herta Däubler-Gmelin (* 1943), deutsche Politikerin und Bundesministerin
- Hertha Feiler (1916–1970), österreichische Schauspielerin, zweite Frau von Heinz Rühmann
- Hertha Firnberg (1909–1994), österreichische Politikerin
- Herta Flor (* 1954), deutsche Neuropsychologin
- Herta Graf (1911–1996), deutsche Schriftstellerin
- Herta Günther (1934–2018), deutsche Malerin und Grafikerin
- Hertha Hafer (1913–2007), deutsche Pharmazeutin und Apothekerin
- Herta Hammerbacher (1900–1985), deutsche Landschaftsarchitektin
- Herta Herzog (1910–2010), österreichisch-amerikanische Sozialpsychologin und Kommunikationswissenschaftlerin
- Herta Heuwer (1913–1999), Erfinderin der Berliner Currywurst
- Hertha Jugl-Jennewein (1920–1997), österreichische Malerin und Journalistin
- Hertha Kräftner (1928–1951), österreichische Schriftstellerin
- Herta Kravina (1926–2015), österreichische Schauspielerin und Synchronsprecherin
- Herta Lindner (1920–1943), antifaschistische Widerstandskämpferin
- Herta Mannheimer (1891–1943), deutsche Kommunalpolitikerin
- Hertha Martin (1940–2004), österreichische Schauspielerin
- Herta Mayen (1922–2015), österreichische Schauspielerin und Tänzerin
- Herta Meyer-Riekenberg (1910–1984), deutsche Gewerkschafterin
- Herta Müller (* 1953), deutsche Schriftstellerin, Literaturnobelpreisträgerin 2009
- Hertha Nathorff (1895–1993), deutsche Kinderärztin
- Hertha Pauli (1906–1973), österreichische Schauspielerin, Autorin und Journalistin
- Hertha Richter-Appelt (* 1949), Psychologin und Sexualforscherin
- Herta Saal (1910–1964), deutsche Schauspielerin
- Hertha Sponer (1895–1968), deutsche Physikerin
- Herta Staal (1930–2021), österreichische Schauspielerin
- Herta Talmar (1920–2010), österreichische Operettensängerin (Sopran) sowie Schauspielerin
- Hertha Thiele (1908–1984), deutsche Schauspielerin
- Hertha Trappe (1904–1989), deutsche Schriftstellerin
- Hertha Vogel-Voll (1898–1975), deutsche Theater- und Buchautorin
- Herta Ware (1917–2005), US-amerikanische Schauspielerin und Theaterprinzipalin
- Herta Zerna (1907–1988), deutsche Journalistin, Schriftstellerin und Widerstandskämpferin gegen den Nationalsozialismus